# デッドリー・ウェポン
『デッドリー・ウェポン』（英: Deadly Weapons）は、ドリス・ウィッシュマンが監督、製作した1974年のアメリカ合衆国のエクスプロイテーション映画。バーレスクダンサーのチェスティー・モーガンとポルノスターのハリー・リームスが主演する。

## ストーリー
クリスタルは広告会社の重役であったが、恋人を殺害した犯行グループを復讐のため追跡していた。彼女は一人ずつ男たちを誘惑し、薬を盛った後に巨大な乳房（デッドリー・ウェポン）で窒息死させていった。最後に彼女は恋人の死に関与していた黒幕が自分の父親であったことを知る。父親の反撃を受けて胸を撃たれ致命傷を負うが、絶命する前に父親を射殺し相打ちながら復讐を果たす。

## 大衆文化において
この映画のカットがジョン・ウォーターズの『シリアル・ママ』で使用されている。1986年、ウォーターズはデイヴィッド・レターマンに、政務次官の招待でホワイトハウスを訪問した際に映画に対する評価が一致したことを嬉しく思ったことを話した。

## 続編
同じウィッシュマン監督・チェスティー・モーガン主演の『ダブル・エージェント73』（1974年）は、表向きは『デッドリー・ウェポン』の続編という事になっている。

## キャスト
- チェスティー・モーガン（Zsa Zsa名義）: クリスタル
- ハリー・リームス: トニー
- グレッグ・レイノルズ: ラリー
- ソウル・メス: ニック（タレント・エージェント）
- フィリップ・スタール: クリスタルの父親
- ミッチェル・フレデリックス: キャプテン・フック
- デニス・パーセル: イヴ
- ジョン・マクマホン